# Beechcraft

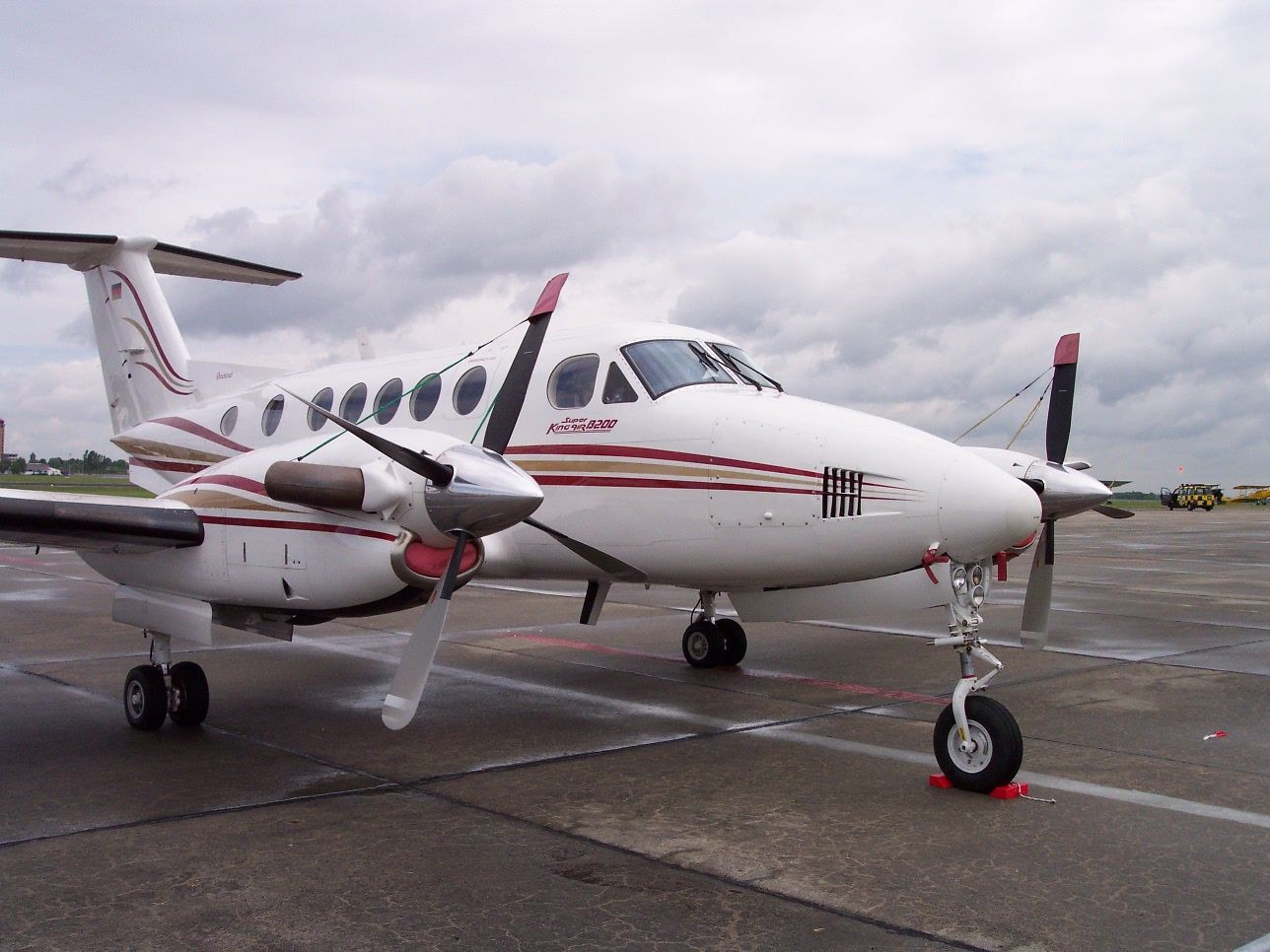
Beechcraft Super King Air

Beechcraft – amerykańska wytwórnia samolotów lekkich, sportowych, biznesowych i wojskowych założona w 1932 roku przez małżeństwo Waltera i Olive Ann Beech w Wichita w stanie Kansas. W 2012 roku wytwórnia wystąpiła o sądową ochronę przed bankructwem. Zmusiło to firmę do przeprowadzenia daleko idącej restrukturyzacji. Zrezygnowano z produkcji maszyn o napędzie odrzutowym, pozostawiając jedynie samoloty turbośmigłowe i tłokowe. Pod koniec 2013 roku amerykański Textron podjął decyzję o przejęciu firmy przy zachowaniu marki Beechcraft.

## Modele cywilne

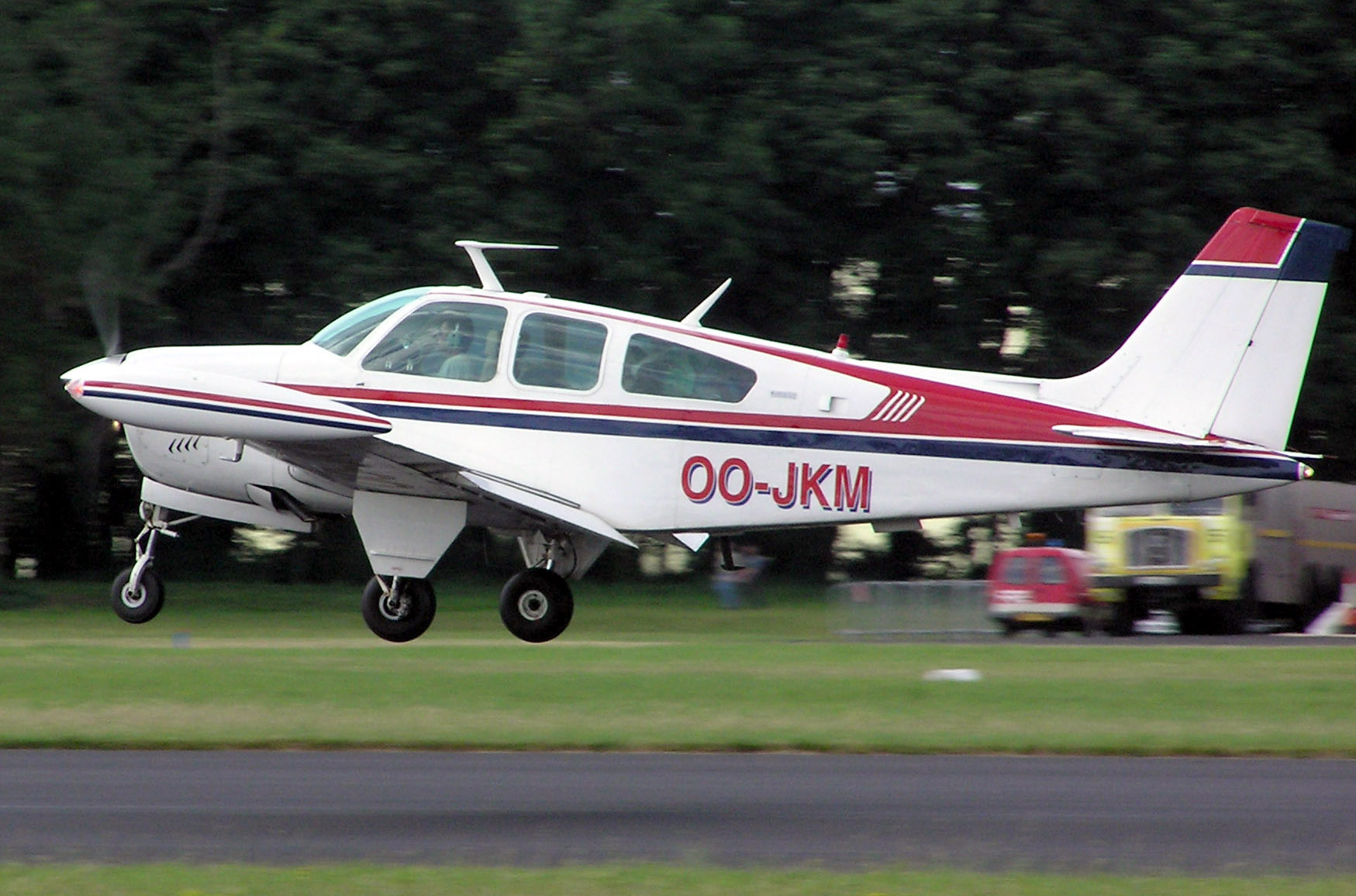
Beechcraft 35 Bonanza

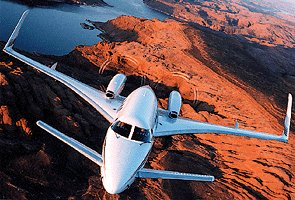
Beechcraft 2000 Starship

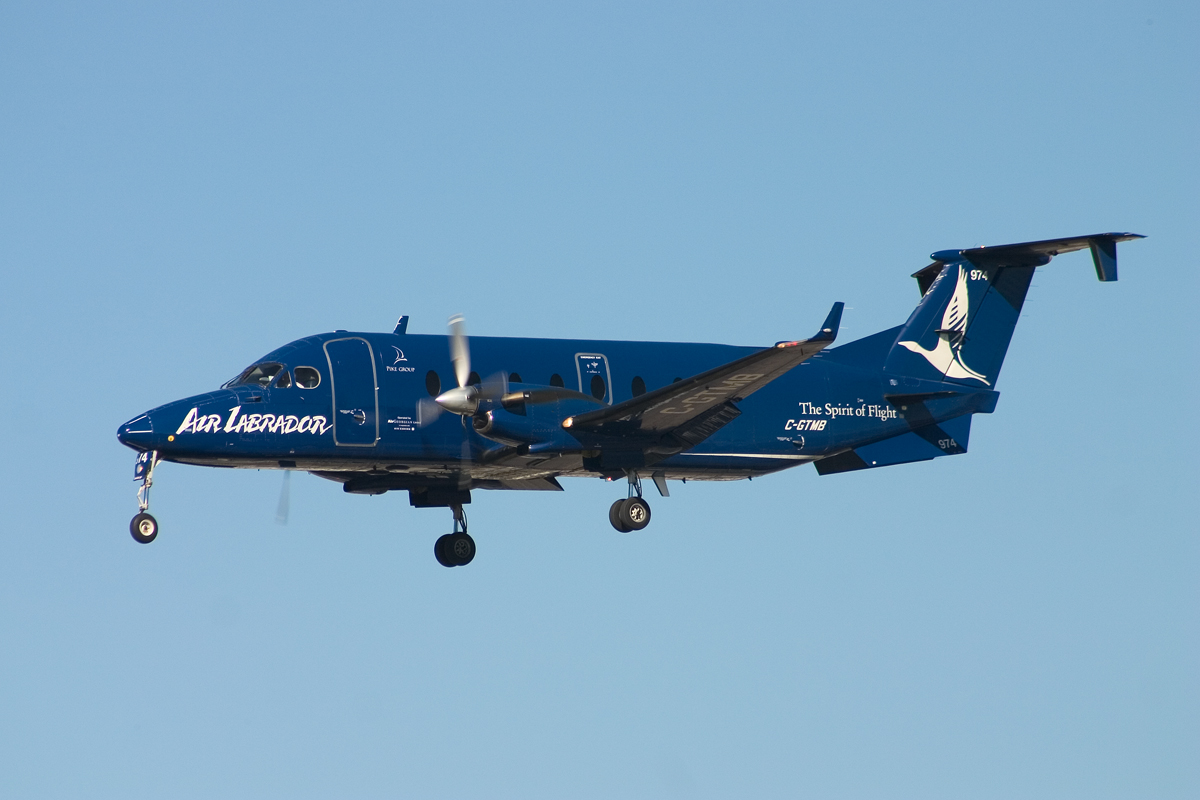
Beechcraft 1900D

- Model 16
- Model 17 Staggerwing
- Model 18 Twin Beech
- Model 19 Sport
- Model 23 Musketeer
- Model 24 Sierra
- Model 33 Debonair
- Model 34 Twin-Quad
- Model 35,36 Bonanza
- Model 50 Twin Bonanza
- Model 55,56 i 58 Baron
- Model 60 Duke
- Model 65,70,80 i Queen Air
- Model 76 Duchess
- Model 77 Skipper
- Model 90 i 100 King Air
- Model 200 i 300 (Super) King Air
- Model 95 Travel Air
- Model 99 Airliner
- Model 390 Premier
- Model 400 Beechjet
- Model 1900 Airliner
- Model 2000 Starship

## Modele wojskowe

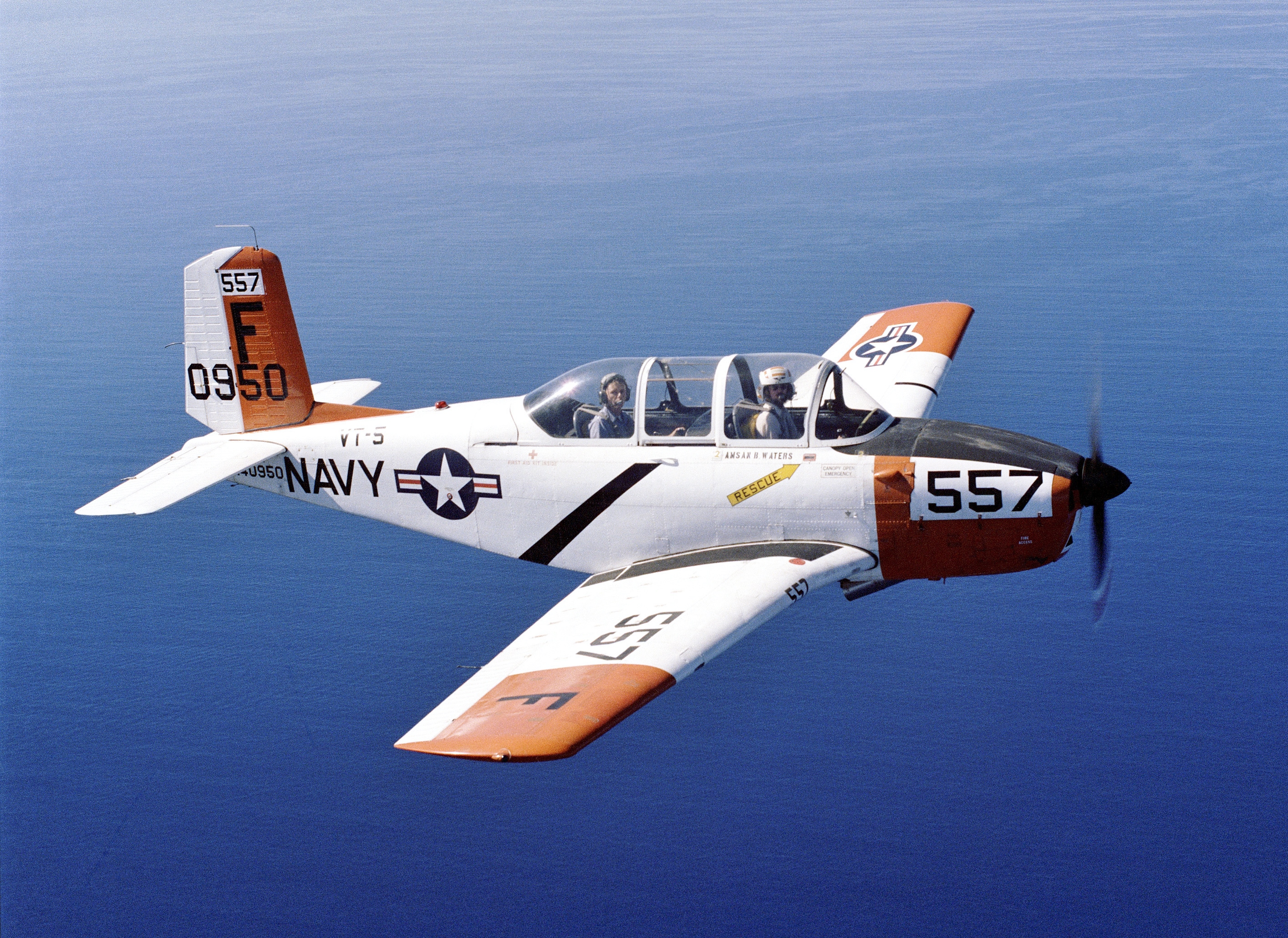
Beechcraft T-34 Mentor

- XA-38 Grizzly
- AT-7 Navigator
- AT-10 Wichita
- AT-11 Kansan
- C-6 Ute
- C-12 Huron
- C-43 Traveler
- C-45 Expeditor
- CT-128 Expeditor
- CT-134 Musketeer
- CT-145 Super King Air
- T-6 Texan II/CT-156 Harvard II
- RC-12 Guardrail
- T-1A Jayhawk
- T-34 Mentor
- T-42 Cochise
- U-8 Seminole
- U-21 Ute